# Trattato di non proliferazione nucleare
Il trattato di non proliferazione nucleare (TNP) è un trattato internazionale sulle armi nucleari che si basa su tre principi: disarmo, non proliferazione e uso pacifico del nucleare.
Il TNP riconosce come Stati nucleari ufficiali solo quei Paesi che avevano sviluppato armi nucleari prima del 1º gennaio 1967: Stati Uniti, Russia (all'epoca Unione Sovietica), Regno Unito, Francia e Cina. Questi Paesi sono autorizzati a mantenere il loro arsenale nucleare, ma con l'obbligo di negoziare per il disarmo e di non trasferire armi nucleari ad altre nazioni.

## La stipula
Il trattato, composto di 12 articoli, proibisce agli Stati firmatari "non-nucleari" di procurarsi tali armamenti e agli Stati "nucleari" di trasferire a chicchessia armi nucleari o altri congegni nucleari esplosivi. Inoltre il trasferimento di tecnologie nucleari per scopi pacifici (ad esempio per la produzione elettrica) deve avvenire sotto il controllo della AIEA (Agenzia internazionale per l'energia atomica).
Il trattato fu sottoscritto da Stati Uniti, Regno Unito e Unione Sovietica il 1º luglio 1968 ed entrò in vigore il 5 marzo 1970. Francia e Cina (che possiedono armi nucleari) vi aderirono nel 1992 mentre la Corea del Nord lo sottoscrisse nel 1985 ma, sospettata di costruire ordigni atomici e rifiutando ispezioni, si ritirò definitivamente dal trattato nel 2004.
Il Sudafrica, inizialmente non membro del TNP, ha costruito sei testate nucleari che ha in seguito dichiarato di aver smantellato, aderendo poi al trattato nel 1991 come Stato non-nucleare (anche se mantenendo la cosiddetta "opzione zero"). Attualmente sono 191 gli Stati firmatari.
Il rapporto tra democrazie e decisione di proliferazione nucleare è controverso: nel 2006 si studiarono trenta casi sospetti e solo due non erano democrazie (Algeria ed Egitto); ma, degli otto casi che avevano sviluppato armamenti nucleari – prima dei casi iraniano e nord-coreano – soltanto due erano dittature (Cina e Pakistan) ed una è una defective democracy (la Russia).

## Situazione
Firmato e ratificato
     Firmato
     Stati che lo rispettano (Taiwan)
     Ritirato (Nord Corea)
     Non firmatario (India, Israele, Pakistan, Sud Sudan)

Firmato e ratificato
Firmato
Stati che lo rispettano (Taiwan)
Ritirato (Nord Corea)
Non firmatario (India, Israele, Pakistan, Sud Sudan)

Nel 1970 l'arsenale atomico mondiale contava più di 38 000 testate nucleari e, dopo un picco di 69 440 ordigni nucleari toccato nel 1986 a causa della politica di deterrenza reciproca formulata dalla teoria della distruzione mutua assicurata (MAD), ha cominciato a calare raggiungendo l'attuale quota di circa 23 000 testate nucleari.
Dopo la fine della guerra fredda il TNP cominciò a mostrare i suoi limiti: il numero in relativa riduzione degli ordigni nucleari si è associato a un crescente numero di Paesi che oggi si stima siano in grado di produrre la bomba atomica; secondo Mohamed El Baradei, direttore dello AIEA, sono più di 40.
La conferenza di revisione del 2005 fu un fallimento, ma nel 2010 i 189 stati membri del trattato sono riusciti ad adottare, per via consensuale, un documento finale che fissa obiettivi di progressivo disarmo fino alla prossima conferenza di revisione, prevista per l'anno 2015.

### 2004
Dati previsionali 2004 sul numero di testate:
- Russia (11 000 testate);
- Stati Uniti (10 000 testate);
- Regno Unito (275 testate);
- Francia (450 testate);
- Cina (550 testate).

Non aderiscono al trattato e possiedono testate nucleari:
- Israele (numero di testate non certo e di difficile stima: 400 testate per una potenza complessiva di 50 megatoni secondo alcune fonti, erano 200 nel 1986 secondo il racconto di Mordechai Vanunu al Sunday Times di Londra; altre stime basate sulla capacità di produzione del reattore di Dimona, ipotizzando che non sia mai stato potenziato dagli anni '70 ad oggi, valutano il numero di testate potenzialmente prodotte tramite il materiale fornito da questo impianto di poco superiore alle 200 nel 2005);
- India (da 60 a 90 testate);
- Pakistan (da 24 a 48 testate);
- Corea del Nord (da 2 a 15 testate[12]).

### 2009
Dati stimati dal Natural Resources Defense Council e pubblicati sul Bulletin of the Atomic Scientists:
| Nazione        | Testate strategiche | Testate non strategiche | Totale testate operative | Totale testate operative e in riserva | Primo test nucleare                     | TNP    | CTBT       |
| -------------- | ------------------- | ----------------------- | ------------------------ | ------------------------------------- | --------------------------------------- | ------ | ---------- |
| Russia         | 2 668               | 2 050                   | 4 718                    | 13 000                                | 1949 Pervaya molniya (RDS-1)            | Sì     | Ratificato |
| Stati Uniti    | 2 126               | 500                     | 2 626                    | 9 400                                 | 1945 Trinity                            | Sì     | Firmato    |
| Francia        | 300                 | n.a.                    | ~300                     | 300                                   | 1960 Gerboise bleue                     | Sì     | Ratificato |
| Cina           | 180                 | ?                       | ~180                     | 240                                   | 1964 596                                | Sì     | Firmato    |
| Regno Unito    | 160                 | n.a.                    | <160                     | 185                                   | 1952 Hurricane                          | Sì     | Ratificato |
| Israele        | 80                  | n.a.                    | n.a.                     | 80                                    | Sconosciuto o 1979 Incidente Vela       | No     | Firmato    |
| Pakistan       | 60                  | n.a.                    | n.a.                     | 70-90                                 | 1998 Chagai-I                           | No     | No         |
| India          | 60                  | n.a.                    | n.a.                     | 60-80                                 | 1974 Smiling Buddha                     | No     | No         |
| Corea del Nord | <10                 | n.a.                    | n.a.                     | <10                                   | 2006 Test nucleare nordcoreano del 2006 | Uscita | No         |
| Totale         | 5 634               | 2 550                   | 7 981                    | 23 375                                |                                         |        |            |

### 2010
Dati stimati dal Natural Resources Defense Council e pubblicati sul Bulletin of the Atomic Scientists:
| Nazione        | Testate strategiche | Testate non strategiche | Totale testate operative | Totale testate operative e in riserva | Primo test nucleare                     | TNP    | CTBT       |
| -------------- | ------------------- | ----------------------- | ------------------------ | ------------------------------------- | --------------------------------------- | ------ | ---------- |
| Russia         | 2 668               | 2 050                   | 4718                     | 12 000                                | 1949 Pervaya molniya (RDS-1)            | Sì     | Ratificato |
| Stati Uniti    | 1 968               | 500                     | 2 468                    | 9 400                                 | 1945 Trinity                            | Sì     | Firmato    |
| Francia        | 300                 | n.a.                    | ~300                     | 300                                   | 1960 Gerboise bleue                     | Sì     | Ratificato |
| Cina           | 180                 | ?                       | ~180                     | 240                                   | 1964 596                                | Sì     | Firmato    |
| Regno Unito    | 160                 | n.a.                    | <160                     | 225                                   | 1952 Hurricane                          | Sì     | Ratificato |
| Israele        | 80                  | n.a.                    | n.a.                     | 80                                    | Sconosciuto o 1979 Incidente Vela       | No     | Firmato    |
| Pakistan       | 70-90               | n.a.                    | n.a.                     | 70-90                                 | 1998 Chagai-I                           | No     | No         |
| India          | 60-80               | n.a.                    | n.a.                     | 60-80                                 | 1974 Smiling Buddha                     | No     | No         |
| Corea del Nord | <10                 | n.a.                    | n.a.                     | <10                                   | 2006 Test nucleare nordcoreano del 2006 | Uscita | No         |
| Totale         | 5 400               | 2 550                   | 7 700                    | 22 600                                |                                         |        |            |

### 2011
Dati stimati dal Natural Resources Defense Council e pubblicati sul Bulletin of the Atomic Scientists:
| Nazione        | Testate operative strategiche | Testate operative non strategiche | Testate in riserva | Military Stockpile | TOTALE   |
| -------------- | ----------------------------- | --------------------------------- | ------------------ | ------------------ | -------- |
| Russia         | 2 430                         | 0                                 | 5 500              | 8 000              | 11 000   |
| Stati Uniti    | 1 950                         | 200                               | 2 850              | 5 000              | 8 500    |
| Francia        | 290                           | n.a.                              | ?                  | ~ 300              | ~300     |
| Cina           | 0                             | ?                                 | ~ 180              | 240                | 240      |
| Regno Unito    | 160                           | n.a.                              | 65                 | 225                | 225      |
| Israele        | 0                             | n.a.                              | 80                 | 80                 | 80       |
| Pakistan       | 0                             | n.a.                              | 90-110             | 90-110             | 90-110   |
| India          | 0                             | n.a.                              | 80-100             | 80-100             | 80-100   |
| Corea del Nord | 0                             | n.a.                              | < 10               | < 10               | < 10     |
| TOTALE         | ~ 4 830                       | ~ 200                             | ~ 8 650            | ~ 14 000           | ~ 20 500 |

## Ritiro dal trattato
L'articolo X del trattato stabilisce che qualunque Stato contraente possa decidere di ritirarsi dal trattato «qualora ritenga che circostanze straordinarie, connesse ai fini di questo Trattato, abbiano compromesso gli interessi supremi del suo paese». Non è specificato tuttavia quali possano essere le circostanze straordinarie né quando gli interessi supremi di un paese possano definirsi compromessi, lasciando ampio margine di interpretazione e pressoché totale libertà per ogni paese di decidere se e quando ritirarsi.
Lo stesso articolo stabilisce anche che uno Stato che desideri ritirarsi dal trattato deve darne comunicazione agli altri Stati contraenti e al Consiglio di sicurezza delle Nazioni Unite con 3 mesi (90 giorni) di preavviso, specificando i motivi della decisione.
Al 2025 l'unico paese ad essersi ritirato dal trattato è la Corea del Nord. Nel 1993 il paese ha dato notifica di volersi ritirare, ma, dopo 89 giorni, ha dichiarato di aver trovato un'intesa con gli Stati Uniti per congelare il suo programma nucleare e di avere sospeso il ritiro dal TNP. Nell'ottobre 2002 però gli USA hanno accusato il paese di aver violato l'accordo e di stare portando avanti un programma segreto di arricchimento dell'uranio, e hanno interrotto le forniture di combustibile al paese. In risposta, il 10 gennaio 2003 Pyongyang ha annunciato di interrompere la sospensione del ritiro dal trattato, sostenendo che, essendo già trascorsi 89 giorni del periodo di preavviso nel 1993, era sufficiente attendere un solo giorno per potersi considerare non più soggetta agli obblighi del trattato. Questa interpretazione della sospendibilità del periodo di preavviso rimane comunque controversa.
Un'altra possibilità di ritiro dal TNP è invece sostenuta dalla NATO, la quale ritiene che in caso di guerra nucleare il trattato non sarebbe più applicabile e gli Stati contraenti non sarebbero più obbligati a rispettarne i vincoli. Questa argomentazione viene utilizzata per sostenere la legittimità del programma di condivisione nucleare dell'Alleanza Atlantica, i cui paesi, pur ospitando armi nucleari, non potrebbero in teoria utilizzarle a causa dei vincoli imposti dal trattato stesso. L'interpretazione della NATO si fonda sulla frase «considerando la catastrofe che investirebbe tutta l'umanità nel caso di un conflitto nucleare e la conseguente necessità di compiere ogni sforzo per stornarne il pericolo» contenuta nel preambolo del trattato e inserita su richiesta dei diplomatici statunitensi. Secondo questa interpretazione, se una guerra nucleare dovesse effettivamente scoppiare, il trattato avrebbe fallito il suo scopo e sarebbe pertanto da considerarsi decaduto, permettendo così agli Stati aderenti al programma di condivisione di utilizzare le armi nucleari dispiegate sul loro territorio.